# Condado de Richmond (Virginia)
El condado de Richmond (en inglés: Richmond County), fundado en 1692, es uno de 95 condados del estado estadounidense de Virginia. En el año 2000, el condado tenía una población de 8,809 habitantes y una densidad poblacional de 15 personas por km². La sede del condado es Warsaw.

## Geografía
Según la Oficina del Censo, el condado tiene un área total de 559 km² (215,8 mi²), de la cual 495 km² (191,1 mi²) es tierra y 65 km² (25,1 mi²) (11.52%) es agua.

### Condados adyacentes
- Condado de Westmoreland (norte)
- Condado de Northumberland (este)
- Condado de Lancaster (sureste)
- Condado de Essex (suroeste)

## Demografía
Según la Oficina del Censo en 2000, los ingresos medios por hogar en el condado eran de $33,026, y los ingresos medios por familia eran $42,143. Los hombres tenían unos ingresos medios de $30,722 frente a los $21,807 para las mujeres. La renta per cápita para el condado era de $16,675. Alrededor del 15.40% de la población estaban por debajo del umbral de pobreza.

## Localidades
- Warsaw

### Comunidades no incorporadas
- Farnham
- Foneswood
- Haynesville
- Lyells
- Sharps
- Village
- Newland